# NGC 7448
NGC 7448 (również PGC 70213, UGC 12294 lub Arp 13) – galaktyka spiralna (Sbc), znajdująca się w gwiazdozbiorze Pegaza. Odkrył ją William Herschel 16 października 1784 roku.
W galaktyce tej zaobserwowano supernowe SN 1980L i SN 1997dt.